# 吉田昇
吉田 昇（よしだ のぼる、1964年 - ）は、日本のアニメーション美術監督。島根県松江市出身。

## 略歴
デザインオフィス・メカマンに入社し美術を担当。その後フリーランスになり、1997年、スタジオジブリ作品「もののけ姫」に参加したのち、同社の社員になる。

## 参加作品

### 劇場版アニメ
- もののけ姫（1997年、背景）
- ホーホケキョ となりの山田くん（1999年、美術監督補佐）
- バンパイアハンターD（2001年、背景）
- 千と千尋の神隠し（2001年、美術監督補佐）
- コロの大さんぽ（2001年、美術）
- ギブリーズ episode2（2002年、美術監督）
- ハウルの動く城（2004年、美術監督、武重洋二と共同）
- 崖の上のポニョ（2008年、美術監督）
- 借りぐらしのアリエッティ（2010年、美術監督、武重洋二と共同）
- コクリコ坂から（2011年、美術監督、大場加門、高松洋平、大森崇と共同）
- 風立ちぬ（2013年、背景）
- 思い出のマーニー（2014年、美術）
- 毛虫のボロ（2018年、美術監督）
- 君たちはどう生きるか（2023年、美術）

### OVA
- Crying フリーマン（1992年、美術監督）
- 特捜戦車隊ドミニオン（1993年、美術監督）
- 新破裏拳ポリマー（1996年、美術監督）
- それゆけ!宇宙戦艦ヤマモト・ヨーコ（1996年、STAGE2美術監督）